# Lent (Ain)
Lent egy település Franciaországban, Ain megyében. Lakosainak száma 1459 fő (2022. január 1.). Lent Certines, Dompierre-sur-Veyle, Péronnas, Saint-Nizier-le-Désert, Saint-Paul-de-Varax, Servas és La Tranclière községekkel határos.

## Népesség
A település népességének változása:
| Lakosok száma | 778  | 976  | 1043 | 1239 | 1413 | 1427 | 1405 | 1395 | 1397 | 1459 |
|               | 1968 | 1982 | 1990 | 2006 | 2013 | 2015 | 2017 | 2019 | 2020 | 2022 |